# William Taylor (Politiker, 1791)
William Taylor (* 12. Oktober 1791 in Suffield, Connecticut; † 16. September 1865 in Manlius, New York) war ein US-amerikanischer Arzt und Politiker. Zwischen 1833 und 1839 vertrat er den Bundesstaat New York im US-Repräsentantenhaus.

## Werdegang
William Taylor wurde ungefähr acht Jahre nach dem Ende des Unabhängigkeitskrieges im Hartford County geboren. Die Familie zog nach Onondaga County. Dort besuchte er öffentliche Schulen. Er studierte Medizin und praktizierte dann als Arzt. Politisch gehörte er zu jener Zeit der Jacksonian-Fraktion an. Bei den Kongresswahlen des Jahres 1832 für den 23. Kongress wurde Taylor im 23. Wahlbezirk von New York in das US-Repräsentantenhaus in Washington, D.C. gewählt, wo er am 4. März 1833 die Nachfolge von Freeborn G. Jewett antrat. Er wurde zwei Mal in Folge wiedergewählt. Bei den Kongresswahlen des Jahres 1836 trat er allerdings für die Demokratische Partei an. Er schied dann nach dem 3. März 1839 aus dem Kongress aus. Während seiner letzten Amtszeit hatte er den Vorsitz über das Committee on Invalid Pensions. Nach seiner Kongresszeit ging er wieder seiner Tätigkeit als Arzt nach. Er saß 1841 und 1842 in der New York State Assembly. 1846 nahm er als Delegierter an der Verfassunggebenden Versammlung von New York teil. Er verstarb ungefähr drei Monate nach dem Ende des Bürgerkrieges in Manlius. Sein Leichnam wurde dann auf dem Christ Church Cemetery beigesetzt. 